# Robert Brandom
Robert B. Brandom é um filósofo estadunidense. Sua principal obra é Making It Explicit, onde trabalha com a ideia de inferencismo com o objetivo de oferecer uma alternativa à semântica representacionalista. Brandom defende um neopragmatismo na linguística, cujo objetivo é extrair todas as consequências da ideia wittgensteiniana de que o significado está no uso. Estas são as ideias que ele desenvolve em seu livro Making it Explicit de 1994 e, mais brevemente, em Articulating Reasons: An Introduction to Inferentialism (2000). Brandom também publicou uma coletânea de ensaios sobre a história da filosofia (Tales of the Mighty Dead, 2002).
Robert Brandom defende uma espécie de estrutura normativa implícita nas práticas linguísticas. A investigação pragmática de Brandom pressupõe uma dimensão normativa de “direitos e compromissos” atreladas ao uso de palavras significativas. O significado de uma sentença é definido em termos de seu poder inferencial, ou seja, em termos de suas consequências normativas, tais como certos pressupostos de garantia, e o entendimento dos fundamentos da asserção.

## Vida
Brandom fez seus estudos primeiramente em Matemática e, depois, em Filosofia e Ciências da Cultura. Em 1972, tornou-se Bacharel em filosofia, "summa cum laude", pela Universidade de Yale. No ano de 1977, tornou-se doutor pela Universidade de Princeton, orientado por Richard Rorty e David Lewis. Desde 1981, é professor de Filosofia na Universidade de Pittsburgh.
Além de ter recebido uma forte influência de Richard Rorty e David Lewis, ocupou-se com Wilfrid Sellars, Gottlob Frege, Ludwig Wittgenstein, Jürgen Habermas e Michael Dummett. Ele é o editor de uma coleção de artigos sobre a filosofia de Richard Rorty (Rorty and His Critics, 2000). Brandom está atualmente trabalhando em um livro sobre a Fenomenologia do Espírito, de Hegel.
Robert B. Brandom é casado com Barbara Wendeborn-Brandom e tem dois filhos.

## Filosofia
Para Brandom os seres racionais são usuários de conceitos e sensíveis às razões, seguindo o proposto por Wilfrid Sellars. Esse espaço, na visão de Brandom é uma estrutura conceitual, linguística e normativa por meio da qual os seres humanos podem aplicar conceitos e justificar razões, além de articular inferências, ou seja, a capacidade de fornecer razões e justificá-las num contexto inferencial.

## Livros
- The Logic of Inconsistency, with Nicholas Rescher. Basil Blackwell, Oxford 1980.
- Making It Explicit: Reasoning, Representing, and Discursive Commitment, Harvard University Press (Cambridge) 1994. ISBN 0-674-54319-X
- Empiricism and the Philosophy of Mind, by Wilfrid Sellars, Robert B. Brandom (ed.) Harvard University Press, 1997. With an introduction by Richard Rorty and Study Guide by Robert Brandom ISBN 0-674-25154-7
- Rorty and His Critics, edited, with an introduction (includes "Vocabularies of Pragmatism") by Robert Brandom. Original essays by: Rorty, Habermas, Davidson, Putnam, Dennett, McDowell, Bouveresse, Brandom, Williams, Allen, Bilgrami, Conant, and Ramberg. Blackwell's Publishers, Oxford, July 2000 ISBN 0-631-20981-6
- Articulating Reasons: An Introduction to Inferentialism, Harvard University Press, 2000 (paperback 2001), 230 pp. ISBN 0-674-00158-3
- Tales of the Mighty Dead: Historical Essays in the Metaphysics of Intentionality, Harvard University Press, 2002. ISBN 0-674-00903-7
- In the Space of Reasons: Selected Essays of Wilfrid Sellars, edited with an introduction by Kevin Scharp and Robert Brandom. Harvard University Press, 2007. ISBN 0-674-02498-2
- Between Saying and Doing: Towards an Analytic Pragmatism, Oxford University Press, 2008. ISBN 0-199-54287-2
- Reason in Philosophy: Animating Ideas, Harvard University Belknap Press, 2009. ISBN 9780674053618
- Perspectives on Pragmatism: Classical, Recent, & Contemporary, Harvard University Press, 2011. ISBN 978-0-674-05808-8
- From Empiricism to Expressivism: Brandom Reads Sellars, Harvard University Press, 2015 ISBN 978-0674187283
- Wiedererinnerter Idealismus, Suhrkamp Verlag, 2015 ISBN 978-3-518-29704-9

### Textos de Brandom na Internet(em inglês)
- Hegel and Analytic Philosophy, Artigo, Pittsburgh 2009
- Global Anti-Representationalism?, Artigo, Pittsburgh 2009
- Towards Reconciling Two Heroes: Habermas and Hegel, Artigo, Pittsburgh 2009
- Metaphilosophical Reflections on the Idea of Metaphysics, Artigo, Pittsburgh 2008 / Genova 2009
- A Spirit of Trust, A Semantic Reading of Hegel's Phenomenology, Artigo, Pittsburgh 2008.
- How Analytic Philosophy has Failed Cognitive Science, Artigo, Pittsburgh 2008 / Genova 2009
- An Arc of Thought: From Rorty's Eliminative Materialism to his Pragmatism, Artigo, Pittsburgh 2008
- Untimely Review of Hegel's Phenomenology of Spirit, Artigo, Pittsburgh 2008
- Animating Ideas of Idealism, 1. Norms, Selves, and Concepts; 2. Autonomy, Community, and Freedom; 3. History, Reason, and Reality; The 2007 Woodbridge Lectures, Columbia University.
- Conceptual Content and Discursive Practice, Artigo de 2007, publicado em: Grazer philosophical studies 2010.
- Between Saying and Doing: Towards an Analytic Pragmatism, em The 2005-2006 John Locke Lectures', Oxford University: 3 a 7 de Junho de 2006, Artigos\ Praga, 28 a 30 de abril de 2007.
- Pragmatism, Inferentialism, and Modality in Sellars's Arguments against Empiricism, Draft, Pittsburgh 2006 / Genova 2009
- Modality, Normativity, and Intentionality, Artigo (PDF), publicado em: Phenomenological Research 63/3 (2001).
- Overcoming a Dualism of Concepts and Causes: A Unifying Thread in "Empiricism and the Philosophy of Mind, Publicado em: Richard Gale (ed.). The Blackwell Guide to Metaphysics. Oxford: Blackwell, 2002, 263-281.
- The Centrality of Sellars' Two-Ply Account of Observation to the Arguments of Empiricism and the Philosophy of Mind, Artigo (PDF), o mesmo como documento Word, publicado em: Tales of the Mighty Dead, 2002.
- No Experience Necessary: Empiricism, Non-inferential Knowledge, and Secondary Qualities, Artigo 2000 / o mesmo como PDF.
- Articulating Reasons, 2000, Artigo, Cap. 1: Semantic Inferentialism and Logical Expressivism, Cap. 2: Action, Norms, and Practical Reasoning; Cap. 3: Insights and Blindspots of Reliabilism (também publicado em: The Monist 81 (1998), pp. 371–392)
- Expressive vs. Explanatory Deflationism about Truth, Artigo publicado em: Richard Schantz (ed.). What Is Truth? Berlim-Nova Iorque: de Gruyter, 2002, pp. 103–119; e também em: Bradley P. Armour-Garb; J. C. Beall (edits.). Deflationary Truth. Chicago: Open Court, 2005, pp. 237–257.
- What Do Expressions of Preference Express, Artigo de 1997, publicado em: Christopher Morris; Arthur Ripstein (edits.). Practical Rationality and Preference: Essays for David Gauthier. Cambridge: Cambridge University Press, 2001, pp. 11–36.
- The Significance of Complex Numbers for Frege's Philosophy of Mathematics, Publicado em: Proceedings of the Aristotelian Society 1996, pp. 293–315